# John Helt
John Helt (født 29. december 1959) er tidligere dansk landsholdsspiller i fodbold.
John Helt spillede 39 landskampe og spillede i sin karriere hos Brøndby IF og Lyngby Boldklub.